# خلية إسفنجية
الخَلية الإسفنجية (بالإنجليزية: Spongiocyte)‏ هي خَلية تُوجد في المنطقة الحُزمية في قشرة الكظرية، وتحتوي على قُطيرات من الليبيدات تُشَكل فجوات واضحة.
تحتوي قطيرات الليبيدات على دهون متعادلة وَأحماض دهنية وَكولسترول بالإضافة إلى دهون فوسفورية، وتعمل كل هذه المُكونات كسلائف للهرمونات الستيرويدية التي تُفرزها الغُدة الكظرية، ويُعتبر الهرمون القشري السُكري الهرمون الأساسي الذي يُفرز من المنطقة الحُزمية بالإضافة إلى إفرازها بعض الأندروجينات.